# Lijst van Nederlandse afgevaardigden bij het Congres van Europa in Den Haag
Lijst van Nederlandse afgevaardigden bij het Congres van Europa in Den Haag en plaatsvond van 7 tot 11 mei 1948 in de Ridderzaal te Den Haag.

## Lijst van Nederlandse afgevaardigden
| Naam                                                      | Bijzonderheden                                                       | Congresfunctie                        |
| --------------------------------------------------------- | -------------------------------------------------------------------- | ------------------------------------- |
| Dr. Arnold d'Ailly                                        | Burgemeester van Amsterdam                                           |                                       |
| Prof. Dr. Willem Asselbergs                               | Auteur, pseudoniem: Anton van Duinkerken                             | Culturele Commissie                   |
| Mr. Franciscus Bachg                                      | Lid Tweede Kamer                                                     |                                       |
| Thijs Booy                                                | Nederlandse Jeugdorganisatie                                         |                                       |
| Prof. Dr. C.D.J. Brandt                                   | Universiteit Utrecht                                                 |                                       |
| Dr. Hendrik Brugmans                                      | Universiteit Utrecht                                                 |                                       |
| Adrianus de Bruyn                                         | Voorzitter Katholieke Vakbond                                        |                                       |
| Prof. Dr. Rudolph Cleveringa                              | Universiteit Leiden                                                  |                                       |
| Dr. Th.W. Crul                                            | Secretaris Politiek Departement Kabinet Minister-president           |                                       |
| Ds. J. Fokkema                                            | Lid Tweede Kamer                                                     |                                       |
| Jhr. Dr. Marinus van der Goes van Naters                  | Lid Tweede Kamer                                                     |                                       |
| Dr. Leonard de Gou                                        | Burgemeester van Steenbergen, Voorzitter Katholieke Jeugdbeweging    |                                       |
| Ds. Dr. Koeno Gravemeyer                                  | Secretaris Algemene Synode Nederlandse Hervormde Kerk                |                                       |
| Dr. Aart Hacke                                            | Secretaris Europese Parlementaire Unie                               |                                       |
| L.S.J. Hanekroot                                          | Voorzitter Katholieke Journalistenvakbond                            |                                       |
| Dr. B.Th.W. van Hasselt                                   | Directeur Royal Dutch Shell                                          |                                       |
| Dr. Ernst Heldring                                        | Directeur Nederlandsche Handel-Maatschappij                          |                                       |
| Dr. Gerrit Jan van Heuven Goedhart                        | Directeur socialistisch dagblad Het Parool                           |                                       |
| Dr. C.T. Heyning                                          | Directeur-generaal Rijksgebouwendienst                               |                                       |
| Prof. Dr. Gilles Holst                                    | Universiteit Delft                                                   |                                       |
| Ds. O.T. (Tjeerd) Hylkema                                 | Predikant, lid doopsgezinde vredesbeweging                           |                                       |
| Dr. Arnold Ingen Housz                                    | Directeur Hoogovens,Velsen                                           |                                       |
| Dr. H.A. Kaag                                             | Hoogleraar Economie, Universiteit Tilburg                            |                                       |
| Dr. Hein Kaars Sijpesteijn                                | Directeur Linoleum Fabriek                                           |                                       |
| Piet Kerstens                                             | Lid Eerste Kamer, oud-Minister van Handel, Nijverheid en Scheepvaart | Voorzitter Nederlands Ontvangstcomité |
| Dr. Guus Kessler                                          | President-directeur Royal Dutch Shell                                |                                       |
| Ad. Knaapen                                               | Nederlandse Katholieke Jeugdbeweging                                 |                                       |
| Th.D.J.M. Koersen                                         | Lid Tweede Kamer                                                     |                                       |
| Prof. Dr. P. Kuin                                         | Adviseur Economie Unilever                                           |                                       |
| Evert Kupers                                              | Voorzitter Nederlandse Handelsvakbond                                |                                       |
| Jef Last                                                  | Auteur                                                               |                                       |
| Prof. Dr. Gerardus van der Leeuw                          | Universiteit Groningen                                               |                                       |
| Dr. Hans Linthorst Homan                                  | Voorzitter Nederlandse Zuivelbond                                    |                                       |
| T.E.E.H. Maton                                            | Luitenant-kolonel Generale Staf                                      |                                       |
| Jkvr. Maria van Nispen tot Sevenaer-Ruijs de Beerenbrouck | Presidente Katholieke Vrouwenbeweging                                |                                       |
| Dr. Hans Nord                                             | Beweging van Europese Federalisten                                   | Secretaris                            |
| Henk Oosterhuis                                           | Vicevoorzitter Raad van Vakcentrales                                 |                                       |
| Dr. Frans Otten                                           | President-directeur Philips, Eindhoven                               |                                       |
| Jan Mathijs Peters                                        | Lid Tweede Kamer                                                     |                                       |
| Dr. Albert Plesman                                        | President-directeur Royal Dutch Airlines K.L.M.                      |                                       |
| Prof. Dr. Willem Pompe                                    | Universiteit Utrecht                                                 |                                       |
| J.E.A. Post Uiterweer                                     | Kapitein-ter-zee                                                     |                                       |
| Prof. Dr. Jan de Quay                                     | Commissaris v.d. Koningin in Noord-Brabant                           |                                       |
| H.M. van Randwijk                                         | Directeur Vrij Nederland                                             |                                       |
| Dr. L.F.H. (Louis) Regout                                 | Voorzitter Algemene Katholieke Werkgeversvereniging                  |                                       |
| Prof. Dr. Carl Romme                                      | Lid Tweede Kamer, leider Katholieke Volkspartij                      |                                       |
| Paul Rijkens                                              | President-directeur Unilever                                         |                                       |
| Mr. E.M.J.A. Sassen                                       | Lid Tweede Kamer, Katholieke Volkspartij                             |                                       |
| Dr. Steef van Schaik                                      | President-directeur Algemene Kunstzijde Unie                         |                                       |
| Mw. A.C. Schippers                                        | Presidente Nederlandse Vrouwenorganisatie                            |                                       |
| Mw. Florentine Steenberghe-Engeringh                      | Presidente Internationale Katholieke Vrouwenbeweging                 |                                       |
| Mw. Dr. Corry Tendeloo                                    | Lid Tweede Kamer                                                     |                                       |
| Mw. Dr. Martina Tjeenk Willink                            | Lid Eerste Kamer                                                     |                                       |
| Prof. Dr. Jan Tinbergen                                   | Econoom                                                              |                                       |
| Dr. W. Verkade                                            | Unie van Europese Federalisten                                       |                                       |
| Mw. Dr. Hilda Verweij-Jonker                              | Auteur                                                               |                                       |
| Dr. H.F. van Walsem                                       | Directeur Philips, Eindhoven                                         |                                       |
| Jkvr. Dr. Christine Wttewaall van Stoetwegen              | Lid Tweede Kamer                                                     |                                       |
| Dr. Frans Wijffels                                        | Lid Eerste Kamer                                                     |                                       |